# Crystallize
Crystallize é uma canção da cantora australiana Kylie Minogue. A música foi feita para, cada compra que for feita na iTunes Store, o dinheiro é enviado a uma instituição de combate ao câncer. A canção faz parte da campanha de Kylie Minogue, One Note Against Cancer 

## Alinhamento de faixas
| Descarga digital |               |         |  |
| N.º              | Título        | Duração |  |
| 1.               | "Crystallize" | 3:10    |  |

## Desempenho nas tabelas musicais

### Posições
| Tabela musical (2014)        | Melhor posição |
| ---------------------------- | -------------- |
| Bélgica - Ultratip (Valónia) | 34             |
| França - PROMUSICAE          | 139            |
| Espanha - PROMUSICAE         | 44             |

## Histórico de lançamento
| País      | Data                | Formato          | Editora discográfica |
| --------- | ------------------- | ---------------- | -------------------- |
| Mundo     | 09 de junho de 2014 | Descarga digital | Parlophone           |
| Austrália | 13 de junho de 2014 | Descarga digital | Parlophone           |